# D/S Oscar
D/S Oscar var en norsk hjulångare, som under två år i två omgångar gick i passagerartrafik från Bergen respektive från Kristiania. Hon byggdes på Samuel Owens varv i Stockholm och var det första norska ångfartyg som gick i linjetrafik på Vestlandet.
De första ångbåtslinjerna i Norge lanserades av Norges postverk våren 1827, då hjulångarna D/S Constitutionen och D/S Prinds Carl började segla på rutter mellan Kristiania och Kristiansand respektive mellan Fredriksvern och Köpenhamn/Göteborg. År 1825 togs ett initiativ i Bergen om att anskaffa ett ångfartyg, som kunde trafikera Vestlandkusten. D/S Oscar byggdes på Samuel Owens varv i Stockholm och sattes in på en rutt mellan Bergen och Kristiansand av Interessentselskabet Oscar. Hon var då det första privatägda ångfartyget i landet. Rutten gick emellertid dåligt, och efter två år gick ägarbolaget i konkurs och fartyget såldes. Nya ägare satte in D/S Oscar på en rutt mellan Kristiania och Larvik, men också denna rutt gick dåligt och Oscar såldes därför till Lübeck. 
D/S Constitutionen gick några år två turer Kristiania–Bergen var sommar mellan 1829 och 1839, en i juni och en i augusti. Förutom dessa var det ingen ångbåtstrafik på Vestlandet från 1929 och fram till 1841, då det av Postverket ägda D/S Nordcap sattes in mellan Kristiansand, Bergen och Trondheim.